# Marion Becker
Marion Becker z domu Steiner (ur. 21 stycznia 1950 w Hamburgu) – niemiecka lekkoatletka, która specjalizowała się w rzucie oszczepem.
Dwukrotna uczestniczka igrzysk olimpijskich – Monachium 1972 oraz Montreal 1976. W Monachium startowała w barwach Rumunii i z wynikiem 50,74 nie awansowała do finału. Cztery lata później, już jako reprezentantka Niemiec Zachodnich, rzutem na odległość 64,70 zdobyła srebrny medal. Mistrzyni RFN w 1976 oraz 1977 roku. Rekord życiowy: 65,14 (1976).